# John B. Goodman
John B. Goodman (Denver, 15 de agosto de 1901 — Los Angeles, 30 de junho de 1991) é um diretor de arte estadunidense. Venceu o Oscar de melhor direção de arte na edição de 1944 por The Phantom of the Opera, ao lado de Alexander Golitzen, Russell A. Gausman e Ira S. Webb.